# Aqueduc de l'Avre
Ne doit pas être confondu avec Passerelle de l'Avre.
Pour les articles homonymes, voir Avre.
L’aqueduc de l’Avre est l’un des ouvrages qui alimente la ville de Paris en eau potable. Inauguré en 1893, il achemine 80 millions de litres (sur un total de 680 millions de litres) par jour depuis le Drouais en Eure-et-Loir.
L’aqueduc de l’Avre fait partie du système complexe d’approvisionnement en eau potable de la capitale. Celui-ci comprend des sources et puits profonds répartis dans un rayon de 175 kilomètres autour de Paris d’une part, et des usines de traitement d’eau de rivière d’autre part.
Il est géré par la société Eau de Paris, anciennement appelée SAGEP, Société anonyme de gestion des eaux de Paris.
L’acheminement de l’eau se fait par simple gravité : l’altitude des sources dans la région de l’Avre est supérieure de 40 m au niveau du réservoir de Saint-Cloud, leur point d'arrivée. Plusieurs sources sont captées dans la région de Dreux, dans le bassin d'alimentation de l'Avre.

## Tracé
Le tracé est approximativement parallèle à celui de la voie ferrée Paris-Dreux.
- Point de départ : les quatre sources de la Vigne[2] à Rueil-la-Gadelière (au sud de l’Avre dans le Thymerais) avec un débit de 100 à 150 000 m3/jour[3]
- Franchissement de l’Eure sur la commune de Montreuil, au nord de Dreux.
- Point d’arrivée : réservoir de Montretout à Saint-Cloud.

Au-delà du réservoir de Montretout, l'eau est acheminée vers l'agglomération de Paris. Le franchissement de la Seine se fait entre Saint-Cloud et Boulogne-Billancourt, entre autres grâce à un ouvrage construit en 1891 par Gustave Eiffel qui porte le nom de passerelle ou pont-aqueduc de l'Avre.

## Caractéristiques
L’aqueduc est constitué d’une galerie, entièrement en maçonnerie à l’origine, de 1,8 mètre de diamètre, posée généralement en tranchée enterrée en suivant une pente régulière.
- Longueur de l’aqueduc principal : 102 kilomètres.
- Diamètre : 1,8 mètre.
- Pente moyenne : 30 cm/km (40 cm/km sur les 20 premiers kilomètres).
- Vitesse moyenne de l’eau : 2,25 km/h.
- Siphons : 9 (longueur totale : 7 480 m, notamment franchissement des vallées de la Meuvette, de la Pluche, de l’Eure (1 708 m dont 380 en arcades), de la Vesgre (2 150 m), de la Mauldre (922 m), du ru de Gally.
- Arcades : 380 m (franchissement de la vallée de l’Eure).
- Tunnels : 26 km (dont 7,3 entre Versailles et Saint-Cloud).
- Réservoir de Saint-Cloud : capacité de 426 000 m3.

## Histoire
- 1884 : acquisition des sources de la vallée de l’Eure par la ville de Paris
- 5 juillet 1890 : adoption du projet de loi pour la déclaration d'utilité publique
- 17 décembre 1890 : présentation du projet d’exécution
- Concepteur : Edmond Humblot
- Ingénieur en chef : Fulgence Bienvenüe
- Mars 1893 : fin des travaux
- 1970 : mise en service de nouveaux champs captants dans les vallée de l’Avre et de l’Eure

## Communes traversées (d'ouest en est)
- Eure-et-Loir, sur une longueur totale de 48 km :
  - Rueil-la-Gadelière, Montigny-sur-Avre, Bérou-la-Mulotière, Fessanvilliers-Mattanvilliers, Revercourt, Prudemanche, Dampierre-sur-Avre, Saint-Lubin-des-Joncherets, Saint-Rémy-sur-Avre, Boissy-en-Drouais, Louvilliers-en-Drouais, Vert-en-Drouais, Dreux, Montreuil, Abondant, Bû, Saint-Lubin-de-la-Haye, Goussainville.
- Yvelines : 
  - Houdan, Richebourg, Tacoignières, Orgerus, Béhoust, Flexanville, Villiers-le-Mahieu, Autouillet, Auteuil-le-Roi, Saulx-Marchais, Beynes, Saint-Germain-de-la-Grange, Plaisir, Les Clayes-sous-Bois, Villepreux, Fontenay-le-Fleury, Saint-Cyr-l'École, Bailly, Versailles, Le Chesnay, Versailles - de nouveau.
- Hauts-de-Seine :
  - Marnes-la-Coquette, Garches, Saint-Cloud.

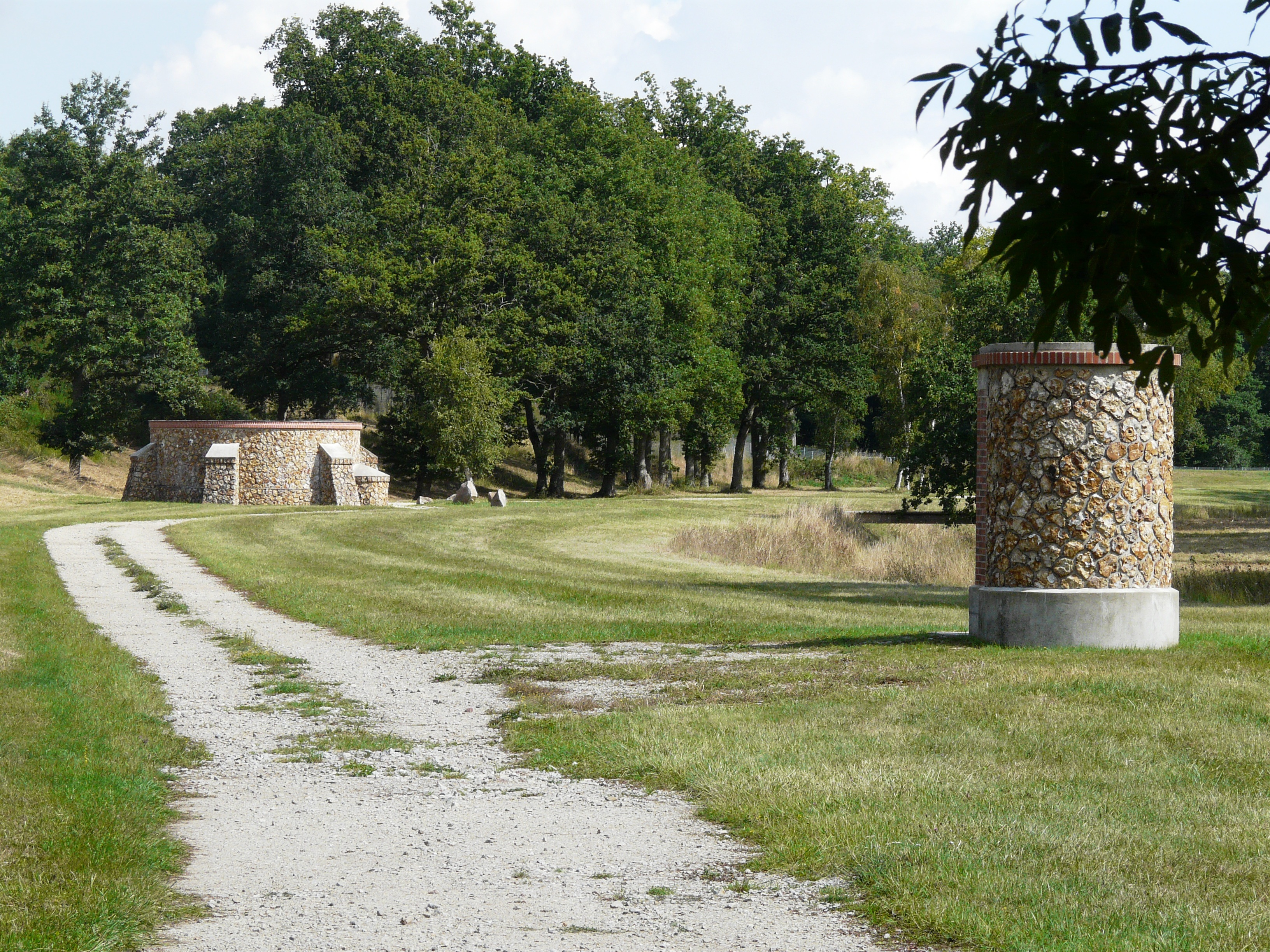
Champ captant à Rueil-la-Gadelière.
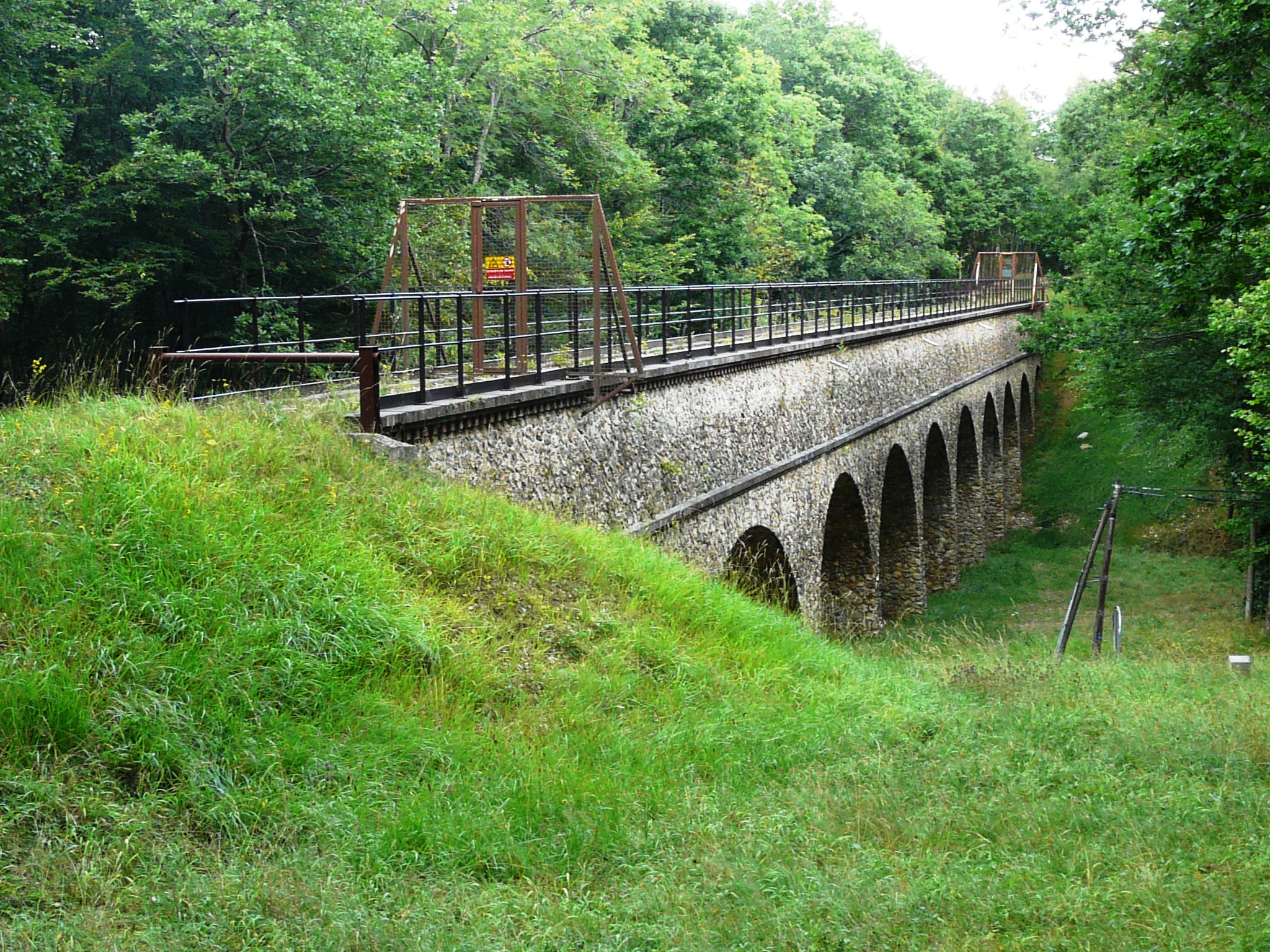
Arcades de Marigny à Prudemanche.
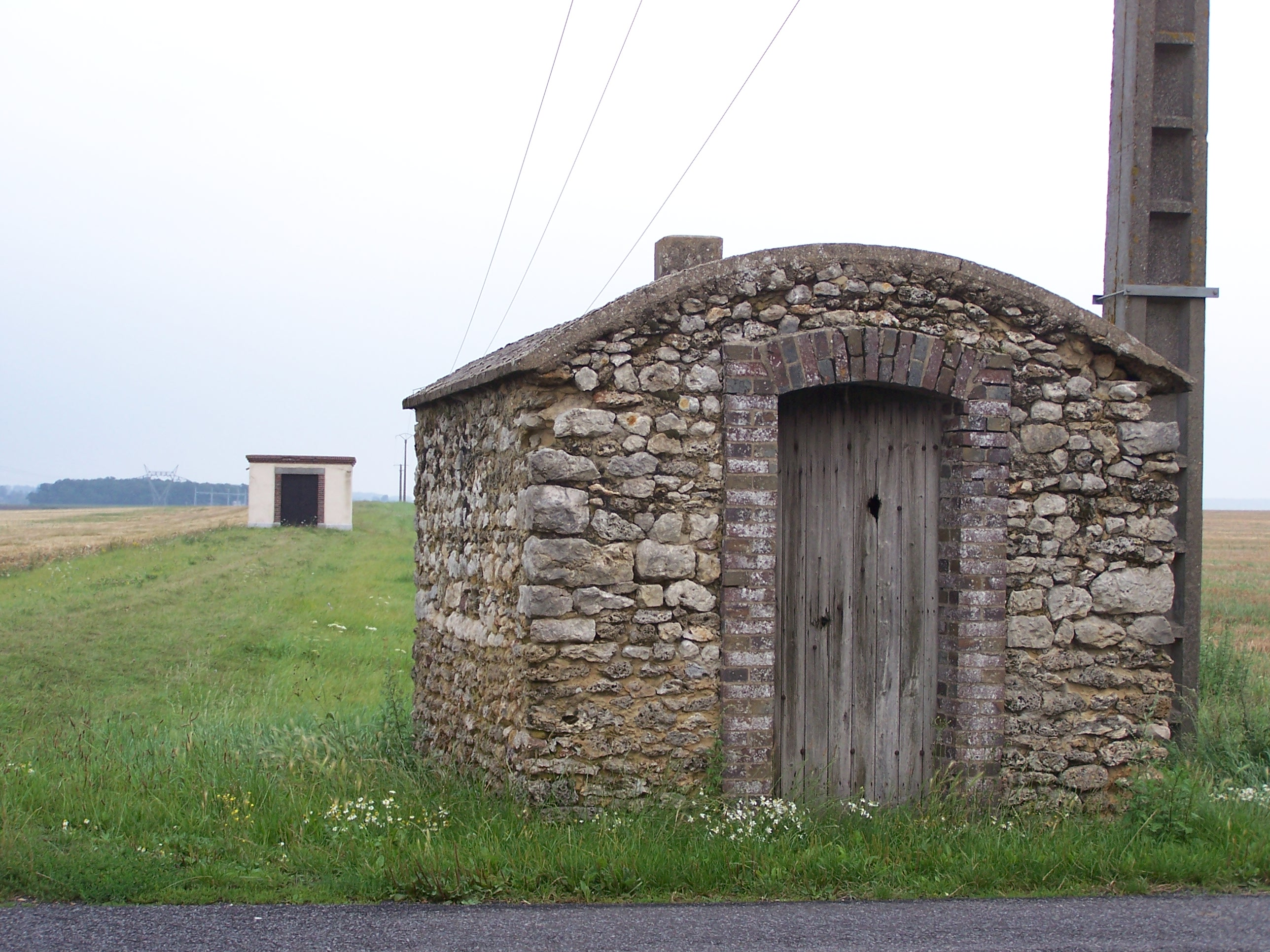
Édicules de regards de l'aqueduc de l'Avre à Houdan.
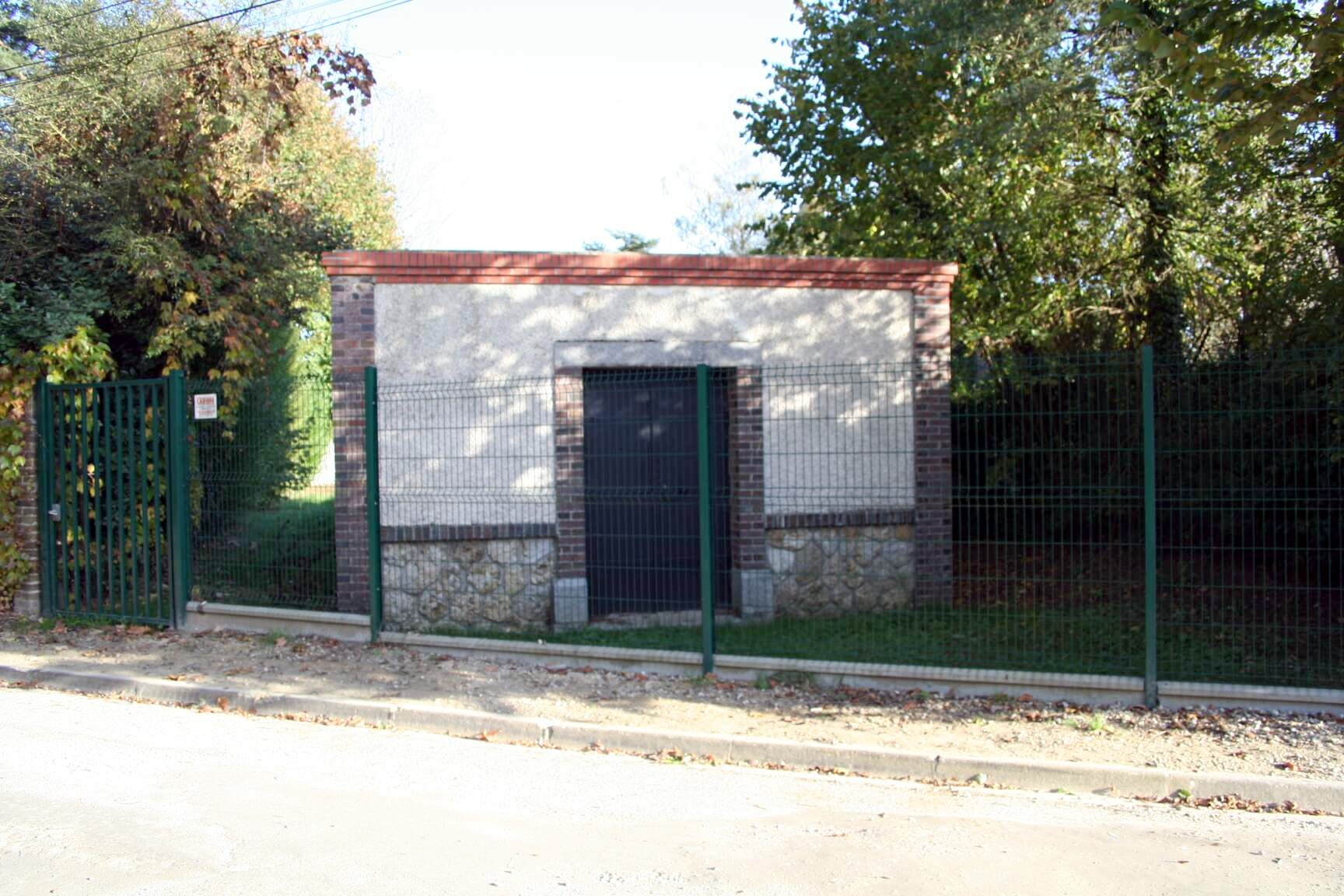
Regard de l'aqueduc de l'Avre à Richebourg.
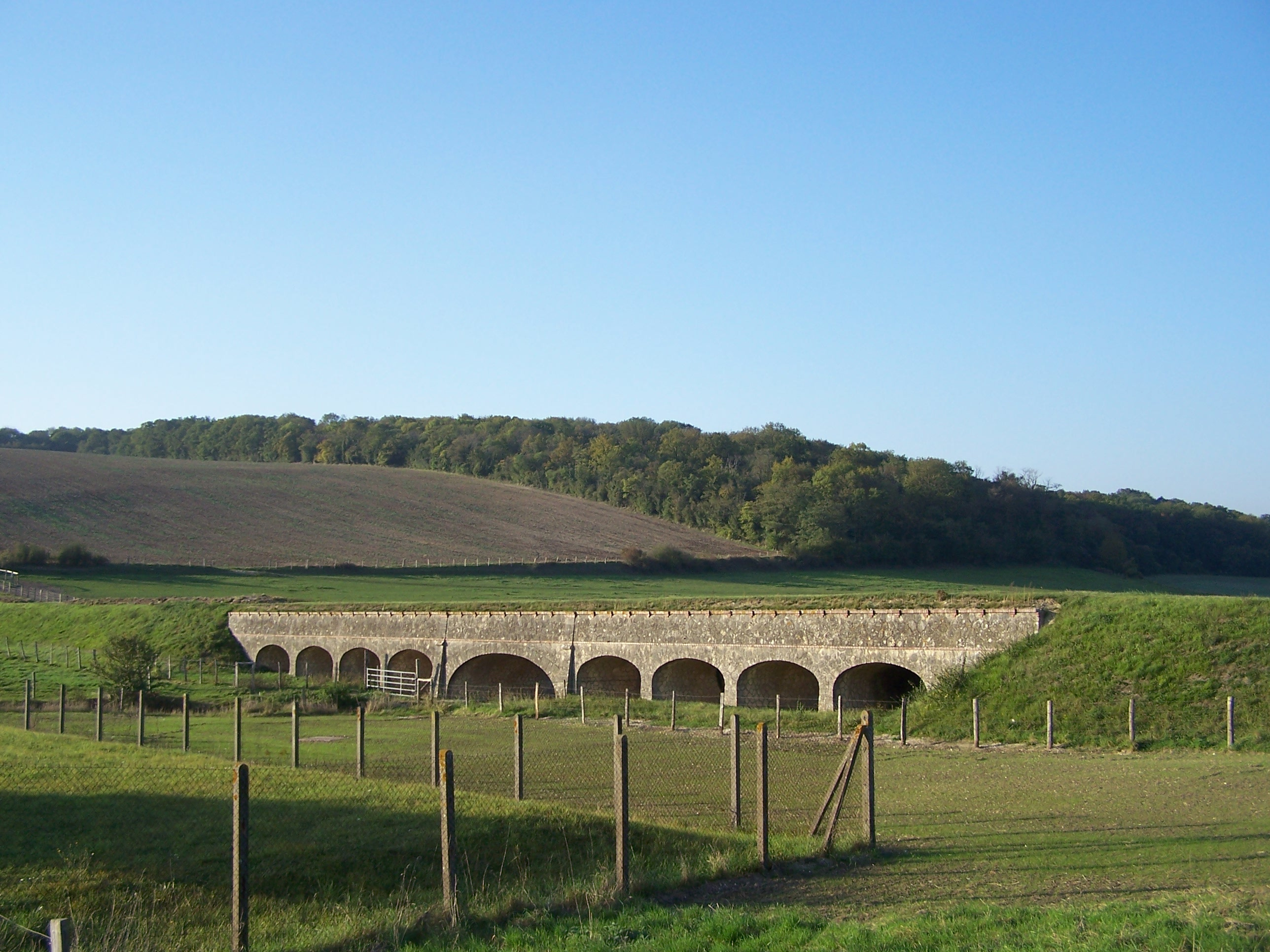
Le pont-siphon de la Mauldre à Beynes.
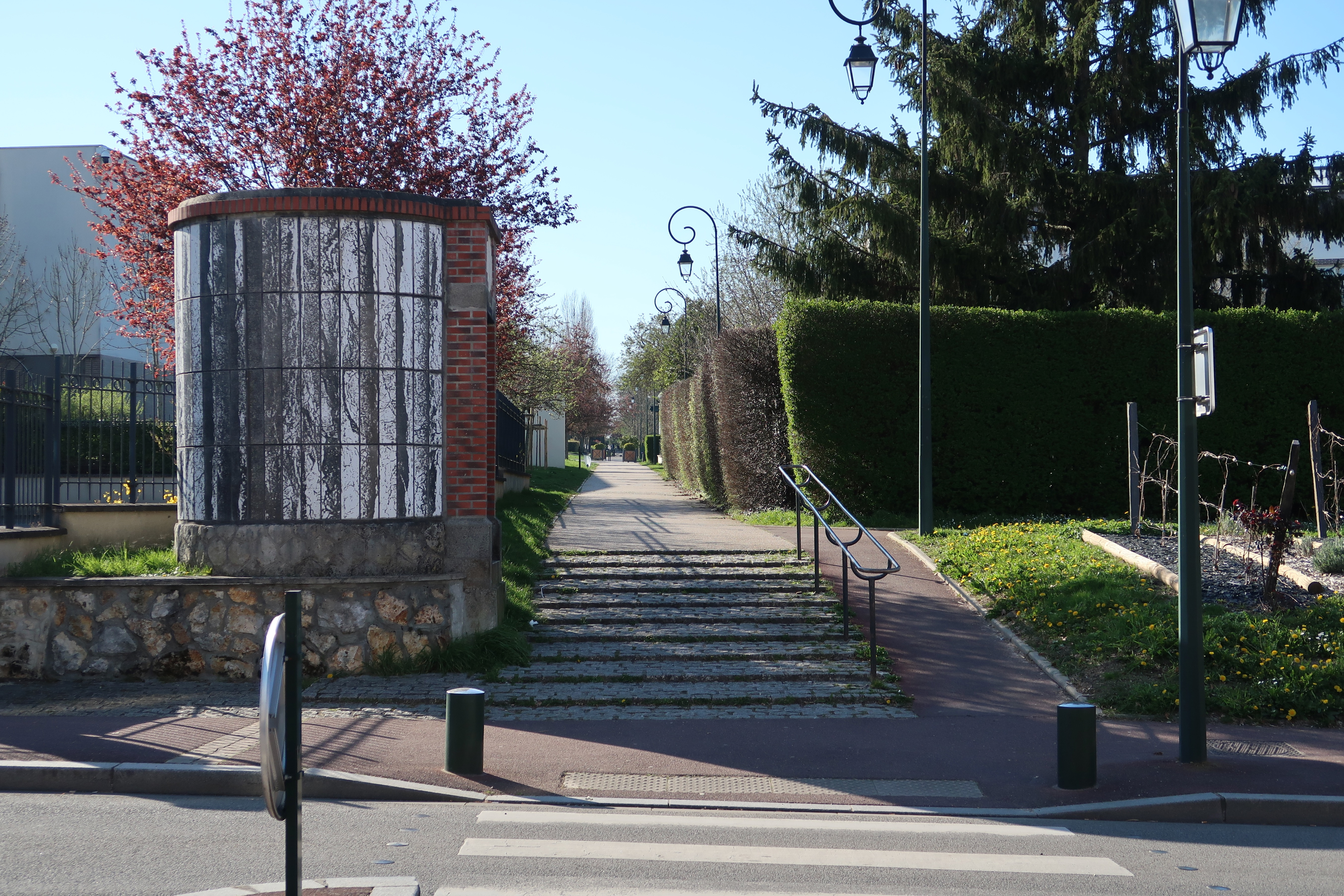
Chemin des Eaux aux Clayes-sous-Bois. Cette promenade recouvre l'aqueduc ; elle est ponctuée de quatre édicules (un ici à gauche) permettant son contrôle.
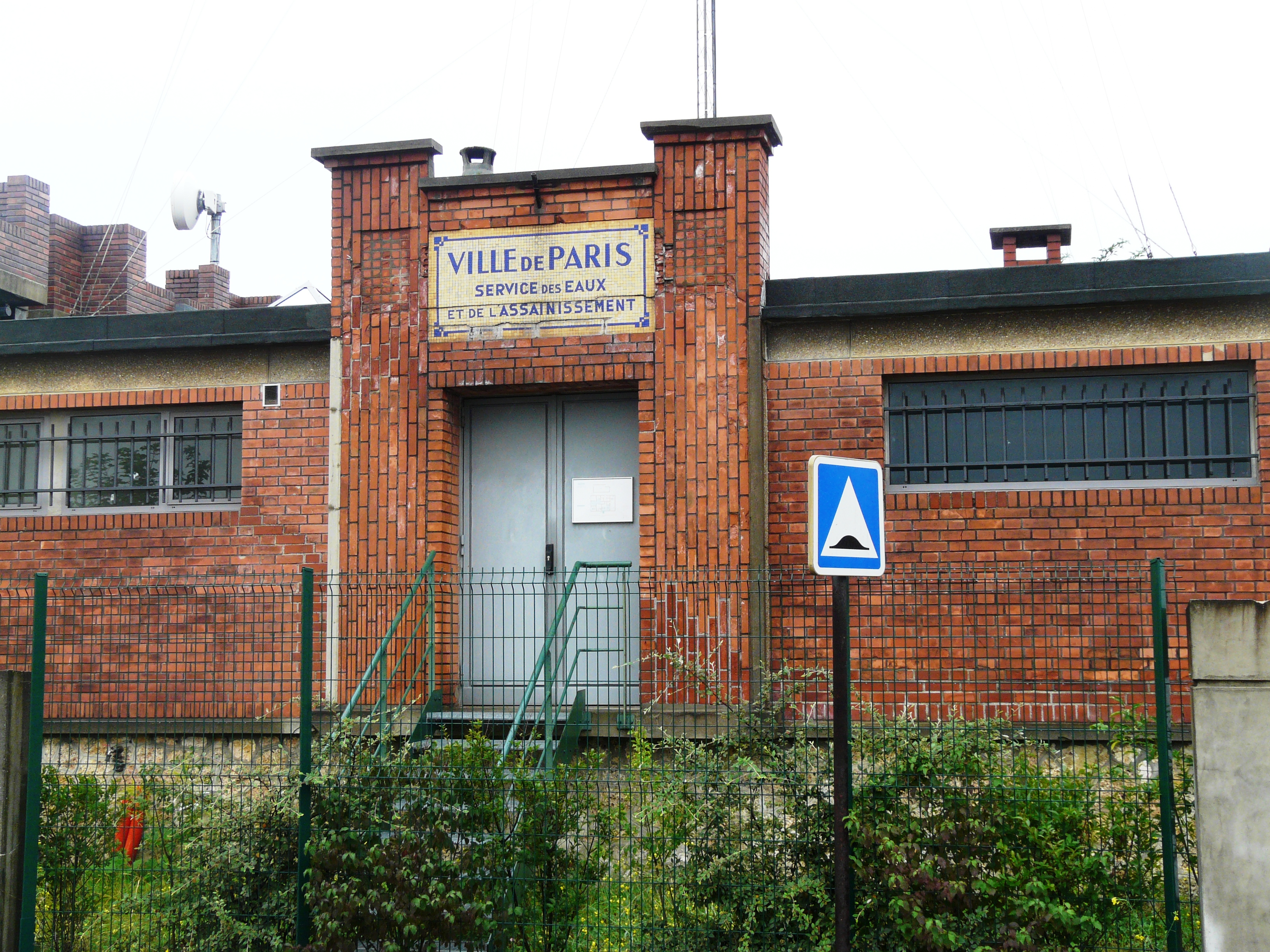
Bâtiment d'arrivée de l'aqueduc à Saint-Cloud.